# Lexington (cheval)
Pour les articles homonymes, voir Lexington.
Lexington (1850-1875) est un cheval de course pur-sang. Considéré comme le meilleur cheval américain de son temps, il fut surtout le plus important étalon de la seconde moitié du XIXe siècle aux États-Unis, collectionnant seize titres de tête de liste des étalons. 

## Carrière de course
C'est sous le nom de Darley que ce poulain né à Warfield Farm près de Lexington dans le Kentucky, se produit pour la première fois, le 23 mai 1853, sur la piste de l'hippodrome local. Il est alors sous la responsabilité de Harry Lewis, alias "Burbridge's Harry", un ancien esclave devenu un entraîneur réputé. Mais, étant noir, Smith n'a pas le droit de présenter en course un cheval sous son nom. C'est donc sous le nom de son propriétaire que "Darley" remporte deux courses en quatre jours, et attire l'attention de Richard Ten Broeck, qui l'achète au nom d'un syndicat de propriétaire comprenant le général sudiste Abe Buford. Un accord est trouvé à hauteur de $ 2 500, le cheval est rebaptisé Lexington et envoyé dans le Mississipi chez l'entraîneur J. B. Pryor. Désormais, il ne se produira plus que sur l'hippodrome de Metairie, à La Nouvelle-Orléans, et après une course à deux qu'il remporte en décembre, deux fois par an au printemps. Il ne sera défait qu'une fois, par Lecomte, en 1854, mais prendra sa revanche sur lui dans la même course un an plus tard. Lorsqu'il arrête sa carrière, victime de problèmes aux yeux, Lexington est considéré comme le plus grand champion de son temps. 

### Résumé de carrière
| Date        | Hippodrome  | Pays        | Course                  | Distance    | Place       | Vainqueur ou deuxième |
| 1853, 3 ans | 1853, 3 ans | 1853, 3 ans | 1853, 3 ans             | 1853, 3 ans | 1853, 3 ans | 1853, 3 ans           |
| ----------- | ----------- | ----------- | ----------------------- | ----------- | ----------- | --------------------- |
| 23 mai      | Lexington   | États-Unis  | Association Stakes      | 1 600 m     | 1er         | Wild Irishman         |
| 27 mai      | Lexington   | États-Unis  | Phoenix Hotel Handicap  | 3 200 m     | 1er         |                       |
| 2 décembre  | Metairie    | États-Unis  | Match Race              | 4 800 m     | 1er         | Sallie Waters         |
| 1854, 4 ans |             |             |                         |             |             |                       |
| 1er avril   | Metairie    | États-Unis  | Great State Post Stakes | 6 400 m     | 1er         |                       |
| 8 avril     | Metairie    | États-Unis  | Jockey Club Purse       | 6 400 m     | 2e          | Lecomte               |
| 1855, 5 ans |             |             |                         |             |             |                       |
| 2 avril     | Metairie    | États-Unis  | Time Trial              | 6 400 m     | 1er         |                       |
| 24 avril    | Metairie    | États-Unis  | Jockey Club Purse       | 6 400 m     | 1er         | Lecomte               |

## Au haras

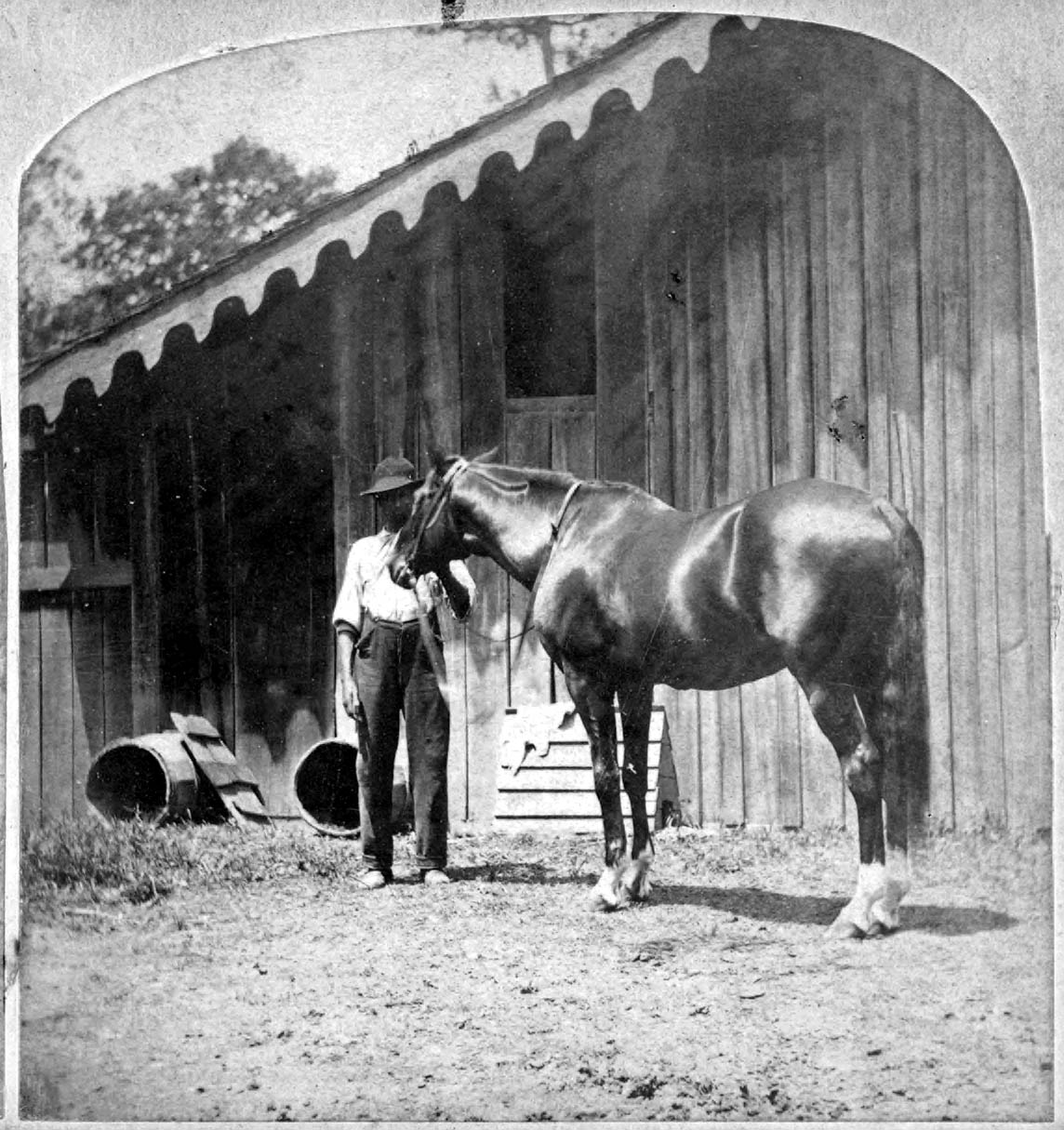
Lexington photographié dans son haras

Lexington commence sa carrière d'étalon à Nantura Stock Farm à Midway, dans le Kentucky. En 1858, Robert A. Alexander débourse $ 15 000 pour l'acquérir : c'est le prix le plus élevé jamais payé pour un cheval aux États-Unis. Lexington déménage donc à Spring Station, toujours dans le Kentucky, dans le haras de son nouveau propriétaire, Woodburn Stud.
Il conquiert un premier titre de tête de liste des étalons en 1861. Son tarif est alors de $ 100, et il passe à $ 200. Et comme quinze autres titres de tête de liste suivront, son prix passe à $ 500, le plus élevé pour un étalon américain, avant que ce prix ne soit plus rendu public et que les saillies se négocient en privé. Souffrant de problèmes aux yeux, qui lui valent le surnom de "héros aveugle de Woodburn", Lexington règne sans partage sur l'élevage américain durant deux décennies. Pour se donner une idée de son hégémonie, il suffit de regarder le palmarès des importants Travers Stakes, dont la première édition a lieu en 1864 : il est le père de neuf des onze premiers vainqueurs de cette course, alors la plus importante pour les 3 ans américains. Parmi ses meilleurs produits, dont six ont intégré le Hall of Fame des courses américaines (seul Bull Lea fera mieux, au XXe siècle), citons :  
- Kentucky (1861) : Travers Stakes, Saratoga Cup, Inaugural Stakes, Sequel Stakes, Grand National Handicap. Cheval d'âge de l'année 1889 et 1890. Membre du Hall of Fame des courses américaines.
- Asteroid (1861) : invaincu en douze courses.
- General Duke (1865) : Sequel Stakes, Providence Stakes, Belmont Stakes, 2 ans de l'année (1867)
- Preakness (1867) : Dinner Party Stakes, Maturity Stakes, Pimlico Stakes, Grand National Handicap, Jockey Club Handicap, Manhattan Handicap, Jockey Club Stakes, Baltimore Cup, Saratoga Cup. Membre du Hall of Fame.
- Harry Bassett (1868) : Belmont Stakes, Travers Stakes, Jerome Handicap, Jersey Derby, Kenner Stakes, Saratoga Cup. 2 ans de l'année (1870), 3 ans de l'année (1871), cheval d'âge de l'année (1872). Membre du Hall of Fame.
- Tom Bowling (1870) : Travers Stakes, August Stakes, Jersey Derby, Robbins Stakes, Jerome Stakes, Annual Sweepstakes, Dixie Stakes, Monmouth Cup. 2 ans de l'année (1872), 3 ans de l'année (1873), cheval d'âge de l'année (1874). Membre du Hall of Fame.
- Tom Ochiltree (1873) : Preakness Stakes, Annual Sweepstakes, Dixie Stakes, Baltimore Cup, Monmouth Cup, Saratoga Cup, Continental Cup, Westchester Cup, Grand National Handicap. 2 ans de l'année (1875), cheval d'âge de l'année (1876). Membre du Hall of Fame.
- Neecy Hale (1873) : Kentucky Oaks.
- Sultana (1873) : Travers Stakes, pouliche de 3 ans de l'année (1876).
- Shirley (1873) : Preakness Stakes.
- Belle of Nelson (1875) : Kentucky Oaks.

- Duke of Magenta (1875) : Preakness Stakes, Belmont Stakes, Travers Stakes, Flash Stakes, Dixie Stakes, Kenner Stakes, Withers Stakes, Jerome Handicap. 2 ans de l'année (1877), 3 ans de l'année (1878). Membre du Hall of Fame.

En tout, Lexington a engendré 236 vainqueurs, lauréats de 1 176 courses, pour un total de gains de $ 1 159 321. Mais sa carrière d'étalon a été perturbée par la Guerre civile américaine (1861-1865), durant laquelle les chevaux du Kentucky ont été réquisitionnés par l'armée (d'ailleurs le célèbre Cincinnati, le cheval favori du Général Grant, qui le prêta à l'occasion à Abraham Lincoln, était un fils de Lexington). Et Lexington, à demi-aveugle, a dû être caché dans l'Illinois pour ne pas subir le même sort.    
Si la lignée mâle de Lexington a d'abord été florissante, elle a dû ensuite subir la concurrence des pur-sang importés d'Europe et, de nos jours, on peut la considérer comme éteinte. En revanche, son nom figure toujours dans de nombreux pedigrees grâce à ses filles, qui ont produit d'importants étalons tels Spendthrift, Himyar, Hanover ou Bramble. Ainsi, au XXIe siècle, on trouve Himyar parmi les ancêtres du champion Holy Bull, ou bien Spendthrift parmi ceux de Tiznow. Mieux, douze des treize lauréats de la Triple couronne, dont War Admiral, Citation, Secretariat, Affirmed ou Justify, comptent Lexington parmi leurs aïeux.   

## Postérité
Lexington meurt le 1er juillet 1875. Il est enterré près de son écurie puis, trois ans plus tard, son propriétaire fait donation de ses ossements à la Smithsonian Institution. Le pionnier du taxidermisme Henry Augustus Ward est chargé de préparer le squelette, qui sera exposé de nombreuses années au Musée national d'histoire naturelle de Washington. En 1999, le squelette de Lexington fait partie de l'exposition "On Time" au Musée national d'histoire américaine, pour illustrer l'invention et la diffusion du premier chronomètre capable de mesurer les fractions de secondes, censé avoir été développé pour rendre compte des exploits du champion. 
L'hégémonie de Lexington dans les pedigrees américains a largement contribué à l'élaboration par les éleveurs britanniques du Jersey Act qui, en 1913, bannit les chevaux américains du General Stud Book. Les Anglais doutaient que Lexington fût réellement un pur-sang, et la perte des registres d'élevage américains lors de la Guerre de Sécession, rendant incertaine l'origine de certains chevaux, les rendirent d'autant plus méfiants. Le Jersey Act resta effectif jusqu'en 1949. 
Lexington a été introduit au Hall of Fame des courses américaines lors de la première fournée d'admission, en 1955. 

## Origines
Le pedigree de Lexington comporte de nombreux trous, consécutifs à la perte des registres d'élevage lors de la guerre civile américaine. Comme son grand rival Lecomte, Lexington est un fils de Boston, lui-même fameux champion, lauréat de 40 de ses 45 courses, trois fois tête de liste des étalons américains et lui aussi admis au Hall of Fame des courses américaines en 1955. On considère généralement que sa famille maternelle appartient à la famille 12-b via sa troisième mère Lady Grey. Néanmoins, des analyses ADN sur d'autres descendants de Lady Grey jettent un doute sur cette appartenance. 

### Pedigree
| Origines de Lexington (USA), mâle bai né en 1850 | Origines de Lexington (USA), mâle bai né en 1850 | Origines de Lexington (USA), mâle bai né en 1850 | Origines de Lexington (USA), mâle bai né en 1850 |
| ------------------------------------------------ | ------------------------------------------------ | ------------------------------------------------ | ------------------------------------------------ |
| Père Boston 1833                                 | Timoleon 1814                                    | Sir Archy 1805                                   | Diomed                                           |
| Père Boston 1833                                 | Timoleon 1814                                    | Sir Archy 1805                                   | Castianira                                       |
| Père Boston 1833                                 | Timoleon 1814                                    | Mère par Saltram 1801                            | Saltram                                          |
| Père Boston 1833                                 | Timoleon 1814                                    | Mère par Saltram 1801                            | Mère par Symme's Wildair                         |
| Père Boston 1833                                 | Mère par Ball's Florizel 1814                    | Ball's Florizel                                  | Diomed                                           |
| Père Boston 1833                                 | Mère par Ball's Florizel 1814                    | Ball's Florizel                                  | Mère par Shark                                   |
| Père Boston 1833                                 | Mère par Ball's Florizel 1814                    | Mère par Alderman 1799                           | Alderman                                         |
| Père Boston 1833                                 | Mère par Ball's Florizel 1814                    | Mère par Alderman 1799                           | Mère par Clockfast                               |
| Mère Alice Carneal 1836                          | Sarpedon 1828                                    | Emilius                                          | Orville                                          |
| Mère Alice Carneal 1836                          | Sarpedon 1828                                    | Emilius                                          | Emily                                            |
| Mère Alice Carneal 1836                          | Sarpedon 1828                                    | Icaria                                           | The Flyer                                        |
| Mère Alice Carneal 1836                          | Sarpedon 1828                                    | Icaria                                           | Parma                                            |
| Mère Alice Carneal 1836                          | Rowena 1826                                      | Sumpter                                          | Sir Archy                                        |
| Mère Alice Carneal 1836                          | Rowena 1826                                      | Sumpter                                          | Mère par Robin Redbreast                         |
| Mère Alice Carneal 1836                          | Rowena 1826                                      | Lady Grey                                        | Robin Grey                                       |
| Mère Alice Carneal 1836                          | Rowena 1826                                      | Lady Grey                                        | Maria (famille 12-b)                             |